# Досифей (Даниленко)
Архимандрит Досифей (в миру Николай Александрович Даниленко; 17 сентября 1962, село Лапино, Брянская область, РСФСР — 13 марта 2009, Москва) — священнослужитель Русской православной церкви, архимандрит, член Русской духовной миссии в Иерусалиме; с 1991 по 2008 годы — настоятель Лукиановой пустыни.

## Биография
Родился 17 сентября 1962 года в с. Лапино Брянской области, в православной семье.
Духовным руководителем его был схиархимандрит Григорий (Давыдов), известный белгородский старец, в храме которого в селе Покровка Ивнянского района Белгородской области Николай несколько лет был чтецом.
В 1983 году по благословению духовника поступил на заочный сектор Московской духовной семинарии, и тогда же вступил в братию возобновлённого Свято-Данилова монастыря в Москве.
В 1985 году был пострижен в монашество с именем Досифей и в том же году был рукоположён в иеродиакона.
В 1988 году по окончании семинарии, был рукоположён во иеромонаха, а в 1990 году назначен ризничным Данилова монастыря и возведён в сан игумена.
Отца Досифея отличала особая ревность к совершению церковной службы, он всегда ратовал за соблюдение полного церковного устава и ради этого был готов переносить любые трудности. Это и определило выбор епископа Евлогия (Смирнова), который был первым настоятелем Свято-Данилова монастыря после его открытия, ставшего в 1990 году предстоятелем древней Владимирской кафедры, когда потребовался мужественный игумен во вновь открывшийся монастырь — Лукианову пустынь.
Патриарх Алексий, священноархимандрит Свято-Данилова монастыря, благословил игумена Досифея перейти во Владимирскую епархию для назначения его Наместником Лукиановой пустыни. 12 мая 1991 года состоялось поставление его в наместника Лукиановой Пустыни с вручением ему игуменского жезла, тогда же был совершен первый крестный ход в обитель и там возобновилась монашеская жизнь. Вскоре он был возведен в сан архимандрита.
В начале 2008 года был назначен членом Русской духовной миссии в Иерусалиме и направлен для служения на Святой Земле.
13 марта 2009 года, находясь в отпуске, скоропостижно скончался в своей квартире в Москве от сердечного приступа.
Чин монашеского погребения был проведен 18 марта в Свято-Даниловом монастыре г. Москвы. Похоронен на Троекуровском кладбище г. Москвы.